# Vera (Espagne)
Pour les articles homonymes, voir Vera.
Vera est une commune d’Espagne, dans la province d'Almería, Communauté autonome d'Andalousie.

## Géographie

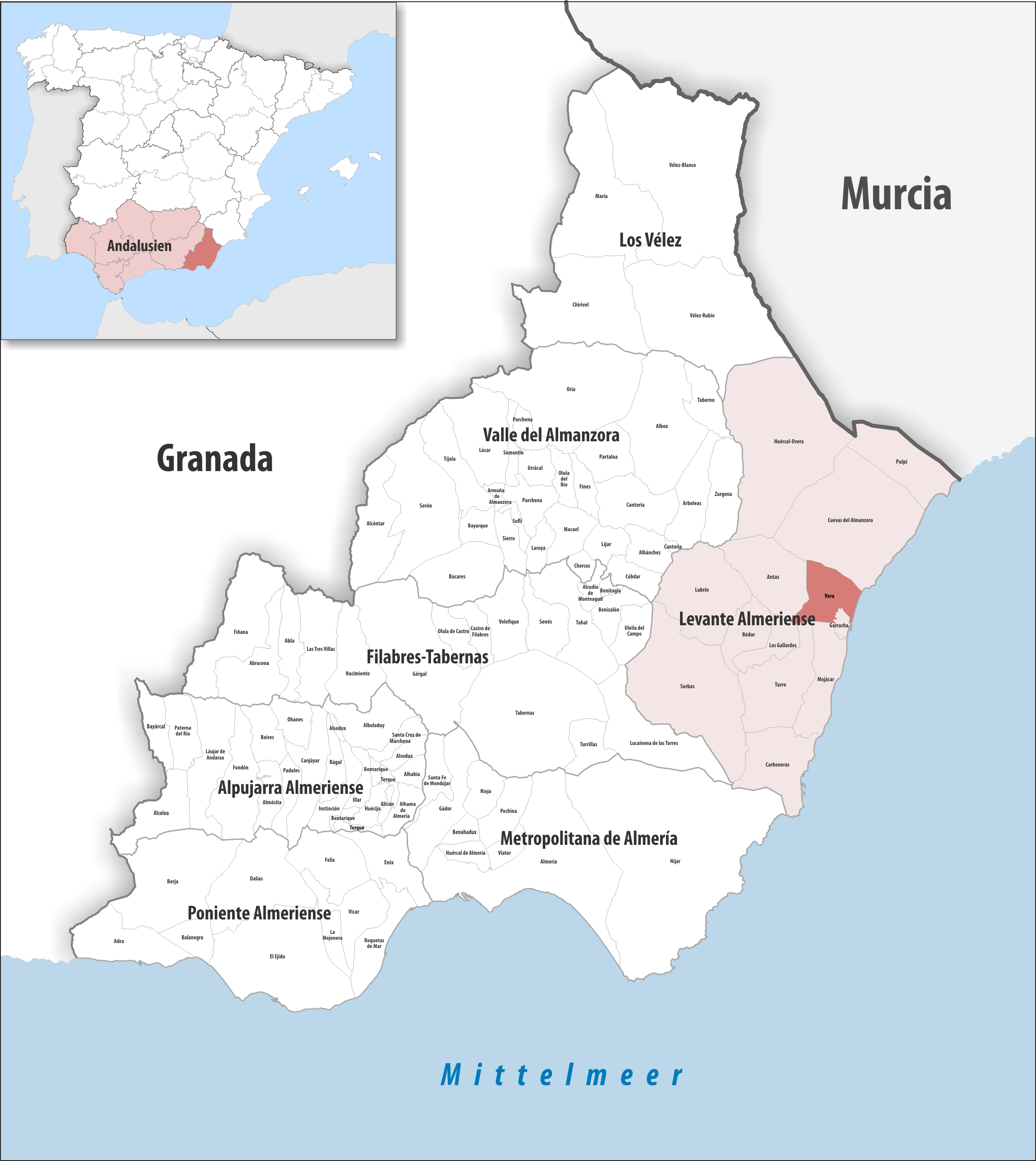
Vera dans la comarque Levante almeriense, province d'Almería / en Andalousie

### Localisation
La commune de Vera se trouve dans l'est de la province d'Almería et sur la côte (à l'est) de la comarque Levante almeriense.
Almería est à 88 km sud-ouest ;
Murcie à 136 km nord-est ;
Madrid à 530 km nord-ouest ;
Gibraltar à 427 km sud-ouest (distances par route).

### Hydrographie
Le petit fleuve côtier Antas (es) traverse la commune et y rejoint la Méditerranée.

### Le bassin de Vera
Nombre de publications mentionnent cette entité géo-morphologique (en espagnol cuenca de Vera) pour de nombreux aspects.
Ce petit bassin est situé dans le sud-est des cordillères Bétiques. Comme son nom l'indique, il est centré sur Vera mais inclut aussi Cuevas del Almanzora, Antas, une partie nord de Los Gallardos, la partie nord-est de Sorbas, une partie nord de Turre,  une partie nord de Mojácar, et Garrucha,.

Il est limité à l'est par la Méditerranée ;
au nord-est par la sierra Almagrera (es) et la sierra Los Pinos (es) (toutes deux sur Cuevas del Almanzora) ;
au nord par la sierra de Almagro (es) (à cheval sur Cuevas del Almanzora au sud et Huércal-Overa au nord) ;
au sud-est par la sierra Atalaya, qui est de façon très schématique la pointe est de la sierra de los Filabres ; et
au sud par la sierra Cabrera (es),.

Il est arrosé par trois fleuves, dont du nord au sud l'Almanzora, l'Antas (es) et l'Aguas (es).

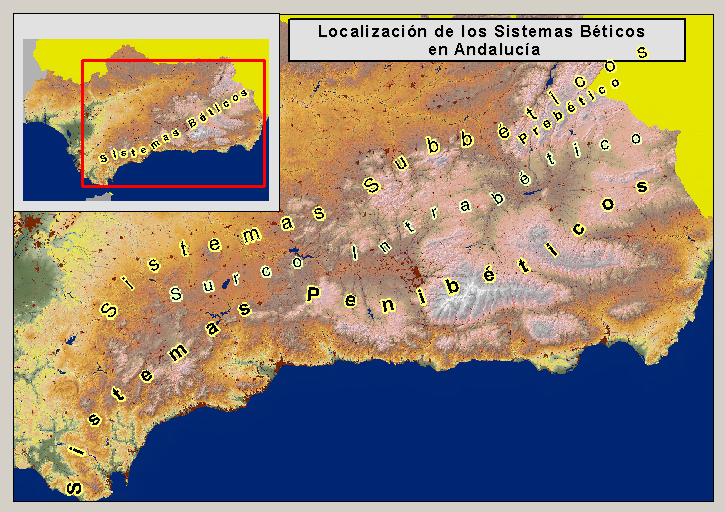
Les cordillères Bétiques en Andalousie, avec le bassin de Vera tout à fait à l'est.
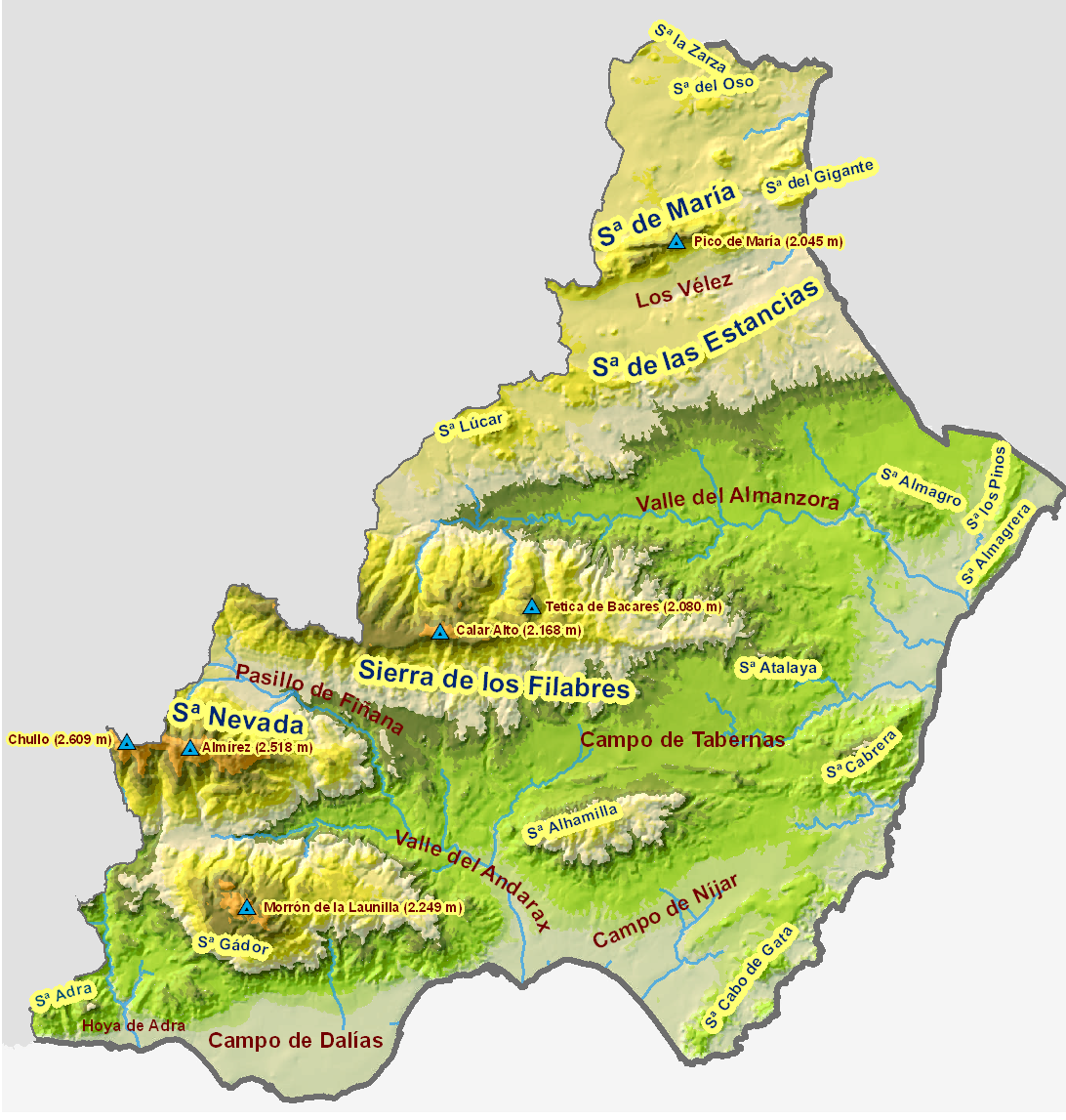
Principales unités du relief de la province d’Almeria.

Il y a environ quatre millions d'années, il formait une baie ouverte côté Est sur la mer Méditerranée et limitée par les sierras susmentionnées. Cette baie abritait alors de nombreux mammifères marins, témoins les nombreux squelettes de baleines, dauphins et lamantins mis au jour récemment (publication de vulgarisation en 2020).
L’émergence des bords de ce bassin a donné lieu à une intense érosion, d'où la formation de nombreux deltas qui ont avancé sur la plate-forme marine du Pliocène inférieur. La grande quantité de sédiments produite par ces deltas a favorisé un enfouissement rapide des vertébrés et leur fossilisation. Les lamantins abondaient particulièrement dans les parties moins profondes de ces deltas ; plusieurs exemplaires ont été trouvés près de la ville de Cuevas del Almanzora. Ces endroits peu profonds ont aussi livré des restes de vertébrés continentaux emportés à la mer par le fleuve, dont une mâchoire de lynx et une de rhinocéros. Dans les sédiments qui représentent des zones plus profondes du système deltaïque, abondent les restes de baleines et de dauphins, et des dents de requin isolées. Les sirénidés apparaissent près de l'ancienne ligne de côte où la taille des grains est plus grossière (conglomérats et sables grossiers) et où abondent les restes végétaux préservés comme restes carbonés ; les cétacés les mieux conservés apparaissent dans des zones plus profondes où le sédiment est plus fin (sables fins et limon).
L'évolution et la progression de ces deltas, ainsi que l'élévation du bassin lui-même avec l'activité de la faille de Palomares, ont progressivement diminué la connexion avec la mer ouverte. Une mangrove s’est développée sur l'un des bords du bassin et se conserve en excellent état. Cet isolement a produit une stratification des eaux dans les zones plus profondes en raison de différences de salinité, d'où une anoxie au fond et la préservation exceptionnelle de restes d'algues, invertébrés et poissons, qui ne sont généralement pas conservés dans les archives fossiles. Enfin, le bassin a été rempli de sédiments et les systèmes deltaiques sont devenus des éventails alluvionnaires terminant leur étape de sédimentation marine.

Cette abondance de mammifères marins dans le bassin de Vera est d'autant plus intéressante en regard de leur colonisation de cette partie de la Méditerranée après la crise de salinité messinienne. Ce bassin relativement protégé et étroit a pu constituer une zone de reproduction et d'élevage pour les cétacés.
Plus récemment, le bassin de Vera a été occupé par l'homme dès le Néolithique.

## Histoire
El Pajarraco, aussi appelé Cabecitos Negros, montre une occupation continue au Chalcolithique (âge du cuivre). Les alentours ont été mieux explorés, notamment sur Mojácar : des vestiges néolithiques ont été trouvés à Las Cuartillas (13 km au sud, Néolithique final). Un peu plus près mais toujours sur Mojácar, la Cabezo de La Raja Ortega a livré deux hachettes de pierre polie, un microlithe de silex blanchâtre, un fragment de poids d'argile avec une perforation verticale et plusieurs trous réalisés à l'extérieur qui ne parviennent pas à percer la pièce.

## Personnalité liée à la commune
- Paule de Jésus Gil Cano (1849-1913) fondatrice des franciscaines de la Très Pure Conception, née à Vera.

## Tourisme
Naturisme
À Vera Playa, se trouve le village naturiste "Vera-Natura" composé par le "Vera Playa Club Hôtel", les Résidences Naturistes : "Bahia-de-Vera", "Harmony-Natura", "Marina-Natura", "La Menara", "Nat-Sun", "Natura-World", "Parque-Vera", "Poblado-Naturista", "Torremar-Natura", "Vera-Luz", "Vera-Natura". Le camping "Almanzora" a fermé à la fin de 2008.
Chaque groupe de maisons de 2 étages maximum possède sa piscine dont certaines sont chauffées et couvertes. Au total, le village compte 1 500 appartements.
Dans les résidences comme en bord de mer, se trouvent de nombreuses zones vertes, pistes de pétanques, fontaines, piscines extérieures et intérieures, toboggans aquatiques, bars et restaurants, salon de massage, supermarché, pub avec musique, location de hamacs, zones de sport aquatique, terrains de volley-ball et football, et un centre social.
Les températures hivernales sont rarement inférieures à 20° dans la journée.

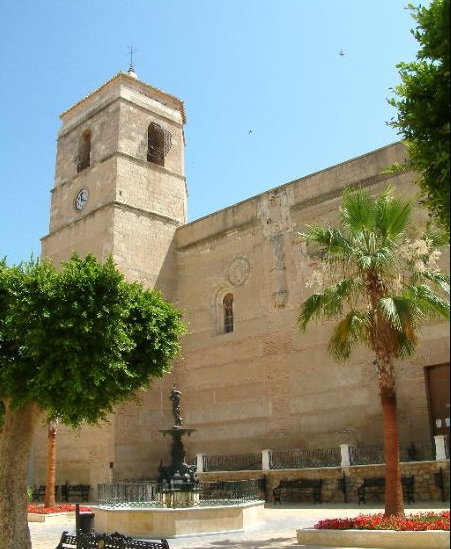
Église fortifiée Notre-Dame de l'Incarnation

## Culture
Le principal édifice religieux de la commune est l'église Notre-Dame de l'Incarnation (es) (Nuestra Señora de la Encarnación).

## Jumelages
Vera est jumelée avec
- Lorca (Espagne)